# Exechiopsis ligulata
Exechiopsis ligulata är en tvåvingeart som först beskrevs av Lundstrom 1911.  Exechiopsis ligulata ingår i släktet Exechiopsis och familjen svampmyggor. Arten är reproducerande i Sverige. Inga underarter finns listade i Catalogue of Life.